# Clematis siamensis
Clematis siamensis är en ranunkelväxtart som beskrevs av Drummond och Craib. Clematis siamensis ingår i släktet klematisar, och familjen ranunkelväxter.

## Underarter
Arten delas in i följande underarter:
- C. s. andersonii
- C. s. clarkei
- C. s. monantha